# Ніколас Геннеман
Ніколас Геннеман (або Клас Геннеман, іноді Ніколаас Геннеман, нід. Nicolaas (Klaas) Henneman, 8 грудня 1813, Гемскерк, Суверенне князівство Об'єднаних Нідерландів — 18 грудня 1898 Лондон, Велика Британія) — англійський фотограф голландського походження. Він брав активну участь у роботі Вільяма Генрі Фокса Тальбота як помічник і співробітник, а потім керував фотоательє в Редінгу і Лондоні. Відомий як наставник в фотомистецтві найбільших фотографів Вікторіанської епохи.

## Биографія
Ніколас Геннеман народився 8 грудня (за іншими даними — 8 листопада [3]) 1813 в багатодітній родині Адріана Енгелса Геннемана (нід. Adrianus Engelsz Henneman), поденника в Хемскерка (Голландія), і Петронелем Класдр Вагеместер (нід. Petronella Klaasdr Wagemeester) . З 1827 року працював клерком у Якоба Борила, голландського посла при португальському дворі. У 1833 році Геннеман поїхав в Париж. У 1838 році працював в Парижі у леді Елізабет Філдінг, матері Вільяма Генрі Фокса Тальбота. У 1839 році Геннеман вже перебував на службі у самого Тальбота в Лакокском абатстві .
16 березня 1841 датується перший портрет Геннемана, зроблений Тальботом. В цей час Тальбот згадує про Геннемана у кількох своїх листах, відзначаючи його діяльну участь в фотоекспериментах. У травні — червні 1842 року Геннеман супроводжує Тальбота в поїздці по Німеччині, Франції і Бельгії. З 12 травня по 21 липня 1843 року він знову супроводжує Тальбота в поїздці по Франції, де вони сфотографували кількох вулиць і церков в Парижі, Руанський собор і міст в Орлеані. Тальбот навіть планував відкрити комерційну студію в Парижі, але вона так і не була створена. Також не буде реалізований план випуску фотоальбому про французькі собори.